# Lasse Laursen
Lasse Laursen (født 1969) er dansk komponist.
Han har studeret komposition på Det Jyske Musikkonservatorium hos Hans Abrahamsen, Karl Aage Rasmussen, Per Nørgård, Bent Sørensen og Wayne Siegel samt hos Louis Andriessen i Amsterdam. Han har markeret sig i det århusianske musikliv som formand for Aarhus Unge Tonekunstnere, stifter af det uafhængige musiktidsskrift Autograf, og fra 2000, som docent ved Det Jyske Musikkonservatorium i teori. Lasse Laursen er stifter af ensemblet for ny musik Ensemble 2000 (nu Scenatet). Som komponist har han fået flere værker opført, i blandt andet Barcelona og Paris.